# Bradley Joseph
Bradley Joseph (nacido en 1965 en Minnesota, Estados Unidos), es un compositor estadounidense y pianista que trabajó junto a Yanni y Sheena Easton. Participó en el álbum en vivo, “Yanni Live at the Acrópolis” de 1994. Bradley compone y hace arreglos musicales para solos de piano, cuartetos y orquesta.

## Discografía
- Hear The Masses 1994
- Rapture 1997
- Solo Journey 1999
- Christmas Around the World 2000
- One Deep Breath 2002
- The Journey Continues 2003
- Music Pets Love: While You Are Gone (2004-2008)
- For The Love Of It 2005
- Piano Love Songs 2006
- Hymns and Spiritual Songs 2007
- Classic Christmas 2008
- Suites & Sweets 2009
- Paint the Sky 2013

## Compilaciones
- The Road Ahead 2004 Orange Música - Singapur
- In The Heart of Everyone 2004 Orange Música - Singapur